# 팀 포콕
팀 포콕(Tim Pocock, 1985년 10월 24일 ~ )은 오스트레일리아의 배우이다.

## 출연 작품
- 캠프 (2013)
- 레몬트리패시지: 죽음의 질주 (2013)
- 참호전 : 포비든 그라운드 (2013)
- 댄스 아카데미 시즌2 (2012)
- 댄스 아카데미 시즌1 (2010)
- 엑스맨 탄생: 울버린 (2009)
- 홈 앤 어웨이 (1988)